# Estructura de personalidad según Eysenck
La estructura de personalidad es  el conjunto de características personales de un  humano. Estas características, en parte innatas, en parte adquiridas, constituyen el comportamiento de todo individuo humano.

## Partes
La estructura de personalidad se compone de dos partes: una congruente o consistente y la otra plástica o modificable. La primera es aquella permanente que comprende la estructura biológica y los aprendizajes más fuertemente adquiridos (por lo general los de la temprana infancia). La segunda se trata principalmente de los aprendizajes y adecuaciones de comportamiento que el sujeto realiza más tardíamente y en muchos casos conscientemente.

## Dimensiones
Según Eysenck la estructura de personalidad posee tres "dimensiones":
- Inteligencia (o dimensión cognitiva)
- Temperamento (o dimensión relacional)
- Carácter (o dimensión afectivo-emotiva)

Estas tres dimensiones deben hallarse equilibradas entre sí, de otro modo pueden ocurrir estados patológicos.
- Datos: Q3976181